# Niederrhein

Niederrhein i Tyskland.

Niederrhein är en region i västra delen av Nordrhein-Westfalen. Regionen omfattar distrikten Kreis Viersen, Kreis Kleve, Kreis Wesel, Kreis Heinsberg, Kreis Neuss samt de distriktsfria städerna Krefeld och Mönchengladbach, där Mönchengladbach räknas som centrum i regionen. Regionen sträcker sig även in i andra distrikt och städer, då främst i områdena runt Düsseldorf.

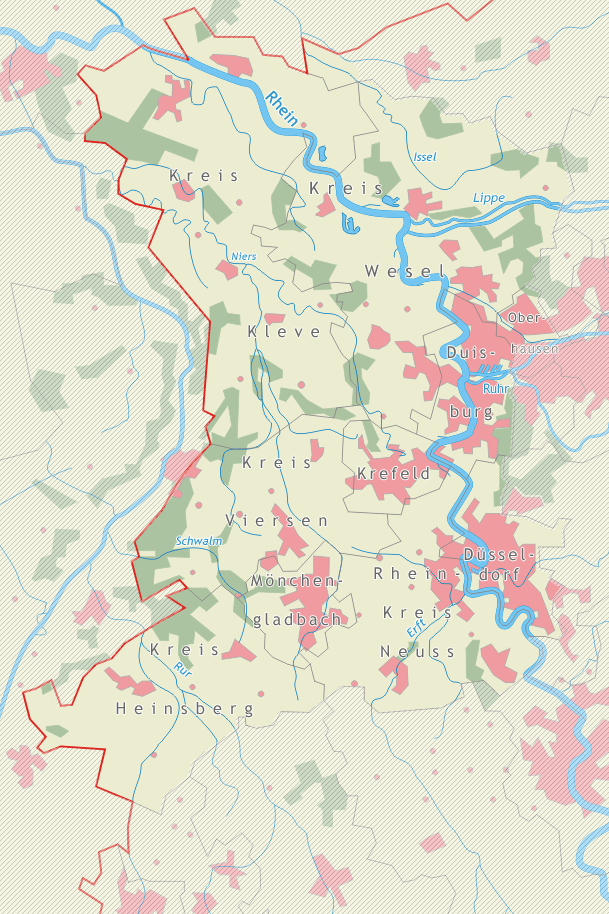
Niederrhein.